# 尼古拉·罗申
尼古拉·瓦西里耶维奇·罗申（羅馬化：Nikolai Vasilievich Roshchin；1901年—1960年），曾译为尼古拉·瓦西里也维支·罗申，1939年以苏联任职武官助手来中国。1941年暂代驻华军事武官。当年春，发展阎宝航为莫斯科与延安提供情报。1944年罗申将军返回苏联，参加东普鲁士白俄罗斯第三防线作战。1945年7月作为蘇聯駐中華民國大使以少将官职回到中国，苏联于1949年10月2日与中华民国断交，同时与中华人民共和国建交，罗申于1949年10月10日后任驻中华人民共和国大使。罗申是第一个派驻中华人民共和国的大使。